# Hardouin de Péréfixe de Beaumont

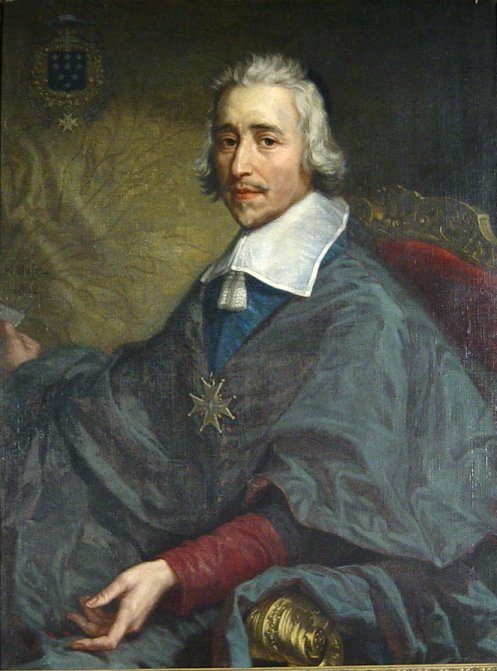
Hardouin de Beaumont de Péréfixe

Paul Philippe Hardouin de Péréfixe de Beaumont (* 1606 in Beaumont; † 1. Januar 1671 in Paris) war ein französischer Geistlicher und Historiker.

## Leben
Als Sohn eines Hofmeisters (Maître d’hôtel) von Richelieu studierte er an der Universität Poitiers und in Paris, wo er den Doktorgrad der Sorbonne erhielt. 1644 wurde er Hauslehrer von Ludwig XIV., der ihn auch zu seinem Beichtvater ernannte. 1649 wurde er Bischof von Rodez und 1654 Mitglied der Académie française. 1662 ernannte ihn der französische König zum Erzbischof von Paris.
Hardouin de Péréfixe engagierte sich im Kampf gegen den Jansenismus und veröffentlichte 1664 eine Verordnung, mit der die Schwestern von Port Royal des Champs verpflichtet wurden, das 1656 von Papst Alexander VII. verfasste Formular zur Verurteilung der jansenistischen Thesen zu unterzeichnen. Er erwarb sich einen Ruf der Unnachgiebigkeit und ließ 1667 den Tartuffe von Molière einen Tag nach der öffentlichen Erstaufführung im Palais Royal unter Androhung der Exkommunikation verbieten. Gleichzeitig genoss er während seines ganzen Lebens die Gunst von Ludwig XIV., was ihm von Racine die ironische Bezeichnung bonhomme (dies kann sowohl „Mannsbild“ als auch „Trottel“ bedeuten) einbrachte.

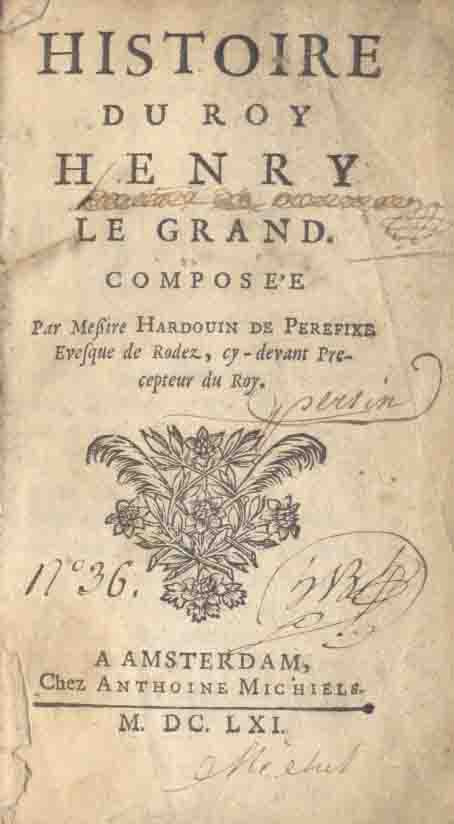
Histoire du Roy Henri le Grand

Nachdem er 1647 für den jugendlichen Königssohn lateinische Verse verfasst hatte, schrieb er für ihn eine Geschichte Heinrichs des Großen, die 1661 erschien. Voltaire äußerte sich lobend zu diesem Buch, während Sainte-Beuve den Autor als charakterlosen Menschen beschrieb.